# Benkelman
Benkelman is een plaats (city) in de Amerikaanse staat Nebraska, en valt bestuurlijk gezien onder Dundy County.

## Demografie
Bij de volkstelling in 2000 werd het aantal inwoners vastgesteld op 1006.
In 2006 is het aantal inwoners door het United States Census Bureau geschat op 904, een daling van 102 (-10,1%).

## Geografie
Volgens het United States Census Bureau beslaat de plaats een oppervlakte van
2,1 km², geheel bestaande uit land. Benkelman ligt op ongeveer 910 m boven zeeniveau.

## Plaatsen in de nabije omgeving
De onderstaande figuur toont nabijgelegen plaatsen in een straal van 36 km rond Benkelman.

## Geboren in Benkelman
- Ward Bond (1903-1960), acteur